# 克拉克 (科罗拉多州)
克拉克（英語：Placerville）是美国科羅拉多州魯特縣的一个非建制地區和邮政投递点。克拉克的邮政编码为80428。